# Капібарові
Капібарові (Hydrochoerinae) — підродина мишоподібних гризунів родини Кавієві (Caviidae).

## Класифікація
Раніше група розглядалась, як окрема родина, але генетичні дослідження 2002 року показали близькість капібар до родини кавієвих.
До родини належить чотири сучасних види:
- Рід Hydrochoerus (Капібара)
  - Вид Hydrochoerus hydrochaeris (Капібара велика)
  - Вид Hydrochoerus isthmius (капібара мала)
- Рід Kerodon (керодон, або скельна каві)
  - Вид Kerodon acrobata (керодон акробат)
  - Вид Kerodon rupestris (керодон скельний)

та ряд викопних родів:
- †Porcellusignum
- †Cardiatherium
- †Phugatherium
- †Xenocardia
- †Contracavia
- †Anatochoerus
- †Hydrochoeropsis
- †Nothydrochoerus
- †Neochoerus

Систематика викопних родів дуже ускладнена, через те, що зуби у тих тварин змінюються протягом усього життя. Наприклад викопні зразки, що раніше відновили до чотирьох родів та семи видів, наразі класифікують як один вид — Cardiatherium paranense.